# Communauté de communes de Saint-James
Die Communauté de communes de Saint-James ist ein ehemaliger französischer Gemeindeverband mit der Rechtsform einer Communauté de communes im Département Manche in der Region Normandie. Sie wurde am 1. Januar 1993 gegründet und umfasste zwölf Gemeinden. Der Verwaltungssitz befand sich im Ort Saint-James.

## Historische Entwicklung
Mit Wirkung vom 1. Januar 2017 fusionierte der Gemeindeverband mit
- Communauté de communes de Saint-Hilaire-du-Harcouët,
- Communauté de communes d’Avranches Mont-Saint-Michel,
- Communauté de communes du Val de Sée sowie
- Communauté de communes du Mortainais

und bildete so die Nachfolgeorganisation Communauté d’agglomération Mont-Saint-Michel-Normandie.
Gleichzeitig bildeten die Gemeinden Argouges, Carnet, La Croix-Avranchin, Montanel, Vergoncey und Villiers-le-Pré mit Saint-James eine Commune nouvelle gleichen Namens.

## Ehemalige Mitgliedsgemeinden
1. Argouges
2. Carnet
3. La Croix-Avranchin
4. Hamelin
5. Montanel
6. Montjoie-Saint-Martin
7. Saint-Aubin-de-Terregatte
8. Saint-James
9. Saint-Laurent-de-Terregatte
10. Saint-Senier-de-Beuvron
11. Vergoncey
12. Villiers-le-Pré